# Автошлях Т 2541
Автошля́х Т 2541 — автомобільний шлях територіального значення у Чернігівській та Київській областях. Пролягає територією Бобровицького, Згурівського та Яготинського районів через Новий Биків — Згурівку — Яготин. Загальна довжина — 47,4 км.

## Маршрут
Автошлях проходить через такі населені пункти:
| Автошлях Т 2541      |              |
| Чернігівська область |              |
| Бобровицький район   |              |
| Новий Биків          | Н07Т 2527    |
| Петрівка             |              |
| Київська область     |              |
| Згурівський район    |              |
| Красне               |              |
| Згурівка             | Т 1024       |
| Свобода              |              |
| Безуглівка           |              |
| Яготинський район    |              |
| Озерне               |              |
| Яготин               | Т 1018Т 2540 |
|                      | E40М03Т 1031 |